# إنيغو لوبيث دي ميندوثا

إنيغو لوبيث دي ميندوثا (بالإسبانية: Íñigo López de Mendoza) هو أحد أهم رموز الأدب الإسباني الممثلة لعصر ما قبل النهضة في القرن الخامس عشر، ولد في 19 أغسطس 1398 في كاريون دي لوس كونديس في بالنثيا بإسبانيا. اشتهر من بين شعراء فترة حكم خوان الثاني بسبب جودة شعره وتنوع موضوعاته. كان مؤيد للحركة الإنسانية والتي بدأت في إيطاليا، ترجمت بفضله العديد من كتب بلاتون وفرجيليوس وأوفيديوس فبالرغم من عدم إلمامه باللغة اللاتينية إلا أنه كان يتمتع بثقافة أدبية واسعة وذلك بسبب معرفته باللغة الإيطالية، الفرنسية، الجليقية والكتلانية. وتوفي في 25 مارس 1458 في غوادالاخارا في إسبانيا.

## من ترجماته
الألياذة والإنيادة والكوميديا الإلهية والتحولات والتراجيديا لسينيكا كما ترجم بعض أعمال بوكاشيو وشيشرون. لم تقتصر تراجم إنيغو لوبيث على الأعمال الأدبية بل ترجم الأنجيل وبعض القطع الدينية القديمة.

## أعماله
تنقسم أعمال إنيغو لوبيث إلى أعمال نثرية وأعمال شعرية. وإن كانت أعماله النثرية لم تكن ذات أهمية كبيرة مثل
- el prólogo a los proverbios
- la carta prohemio
- refranes que dizen los viejos tras el fuego

## الأعمال الشعرية
- infierno de los enamorados
- el sueño
- triunfete de amor والذي أخذ عنوانه من بتراركا أحد شعراء عصر النهضة الإيطالي.
- la comedieta de ponza
- el villancico
- la querella de amor
- los seranillas

## وصلات خارجية
- إنيغو لوبيث دي ميندوثا على موقع الموسوعة البريطانية (الإنجليزية)

- (بالإسبانية) أعمال إنيغو لوبيث دي ميندوثا الأدبية